# 陳仁傑
陳仁傑，MH（1985年12月10日—），香港男子羽毛球運動員，專長單打項目。

## 簡歷
2009年8月，陳仁傑在紐西蘭羽毛球大獎賽以2比0擊敗隊友黃永棋，奪得男單冠軍
；同年11月，他首次進入香港羽毛球公開賽八強，平了香港隊在該比賽的最好成績。
2010年11月，陳仁傑代表香港出戰廣州亞運會，參加羽毛球比賽的男子單打及團體項目。

## 主要比賽成績
只列出曾進入準決賽的國際賽事成績：
| 年份   | 賽事                       | 公開賽級別 | 項目     | 成績   |
| ------ | -------------------------- | ---------- | -------- | ------ |
| 2008年 | 泰國羽毛球黃金大獎賽       | 黃金大獎賽 | 男子單打 | 準決賽 |
| 2008年 | 越南羽毛球大獎賽           | 大獎賽     | 男子單打 | 亞軍   |
| 2009年 | 澳洲羽毛球大獎賽           | 大獎賽     | 男子單打 | 準決賽 |
| 2009年 | 紐西蘭羽毛球大獎賽         | 大獎賽     | 男子單打 | 冠軍   |
| 2011年 | 澳洲羽毛球黃金大獎賽       | 黃金大獎賽 | 男子單打 | 準決賽 |
| 2012年 | 瑞典斯德哥爾摩羽毛球國際賽 | 國際挑戰賽 | 男子單打 | 冠軍   |
| 2012年 | 奧地利羽毛球國際挑戰賽     | 國際挑戰賽 | 男子單打 | 準決賽 |
| 2013年 | 荷蘭羽毛球大獎賽           | 大獎賽     | 男子單打 | 亞軍   |
| 2014年 | 愛爾蘭羽毛球公開賽         | 國際挑戰賽 | 男子單打 | 準決賽 |

| 2007-2017年 | 首要超級賽 | 超級賽 | 黃金大獎賽 | 大獎賽 | 國際挑戰賽 | 國際系列賽 | 未來系列賽 | 其他 |

| 2018-2026年 | 總決賽 | 超級1000賽 | 超級750賽 | 超級500賽 | 超級300賽 | 超級100賽 | 國際挑戰賽 | 國際系列賽 | 未來系列賽 | 其他 |

### 奧運會和世錦賽參賽紀錄
|          | 2006 | 2007 | 2008 | 2009 | 2010 |
| -------- | ---- | ---- | ---- | ---- | ---- |
| 男子單打 | 64強 | 32強 | －   | 16強 | 64強 |

## 榮譽
- 香港傑出運動員選舉

「香港最具潛質運動員」（2005年）